# Costa de Ingrid Christensen

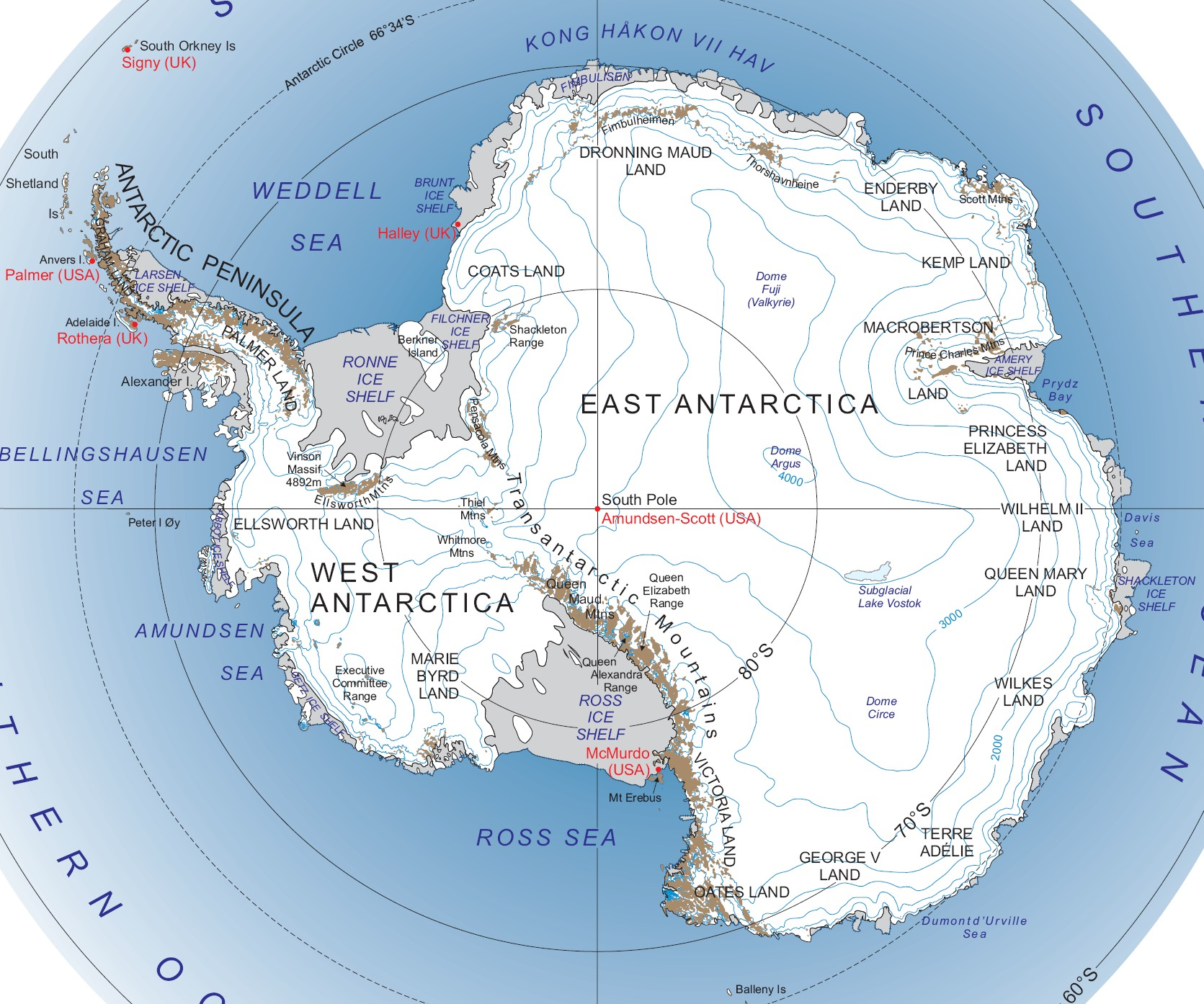

A costa de Ingrid Christensen é a porção da costa da Antártida situada entre o cabo Jennings, em 72°33'E e a extremidade ocidental da plataforma de gelo Oeste em 81°24'E. É localizada na metade ocidental da Terra da Princesa Elizabeth, situando-se a leste da plataforma de gelo Amery. 
A costa foi descoberta e um desembarque feito nas Colinas Vestfold em 20 de fevereiro de 1935, pelo Capitão Klarius Mikkelsen no Thorshavn, um navio de propriedade do magnata baleeiro norueguês Lars Christensen. A costa foi designada com o nome de Ingrid Christensen, esposa de Lars Christensen, que navegou nas águas da Antártida com seu marido. A porção sudoeste desta costa foi descoberta e fotografada a partir do ar pela Operação Highjump da Marinha dos Estados Unidos em março de 1947.

 Este artigo incorpora material em domínio público  de United States Geological Survey   , documento "Costa de Ingrid Christensen" (conteúdo do Geographic Names Information System).